# 975 Perseverantia
975 Perseverantia eller 1922 LT är en asteroid i huvudbältet, som upptäcktes den 27 mars 1922 av den österrikiske astronomen Johann Palisa. Den har fått sitt namn efter det engelska ordet Perseverance.
Asteroiden har en diameter på ungefär 22 kilometer och den tillhör asteroidgruppen Koronis.